# Liste des vitraux de Manessier
Voir article principal : Alfred Manessier

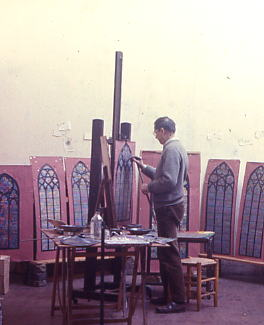
Alfred Manessier travaillant aux maquettes de l'Église protestante Unser Lieben Frauen de Brême en 1968.

## Les vitraux d'Alfred Manessier en France

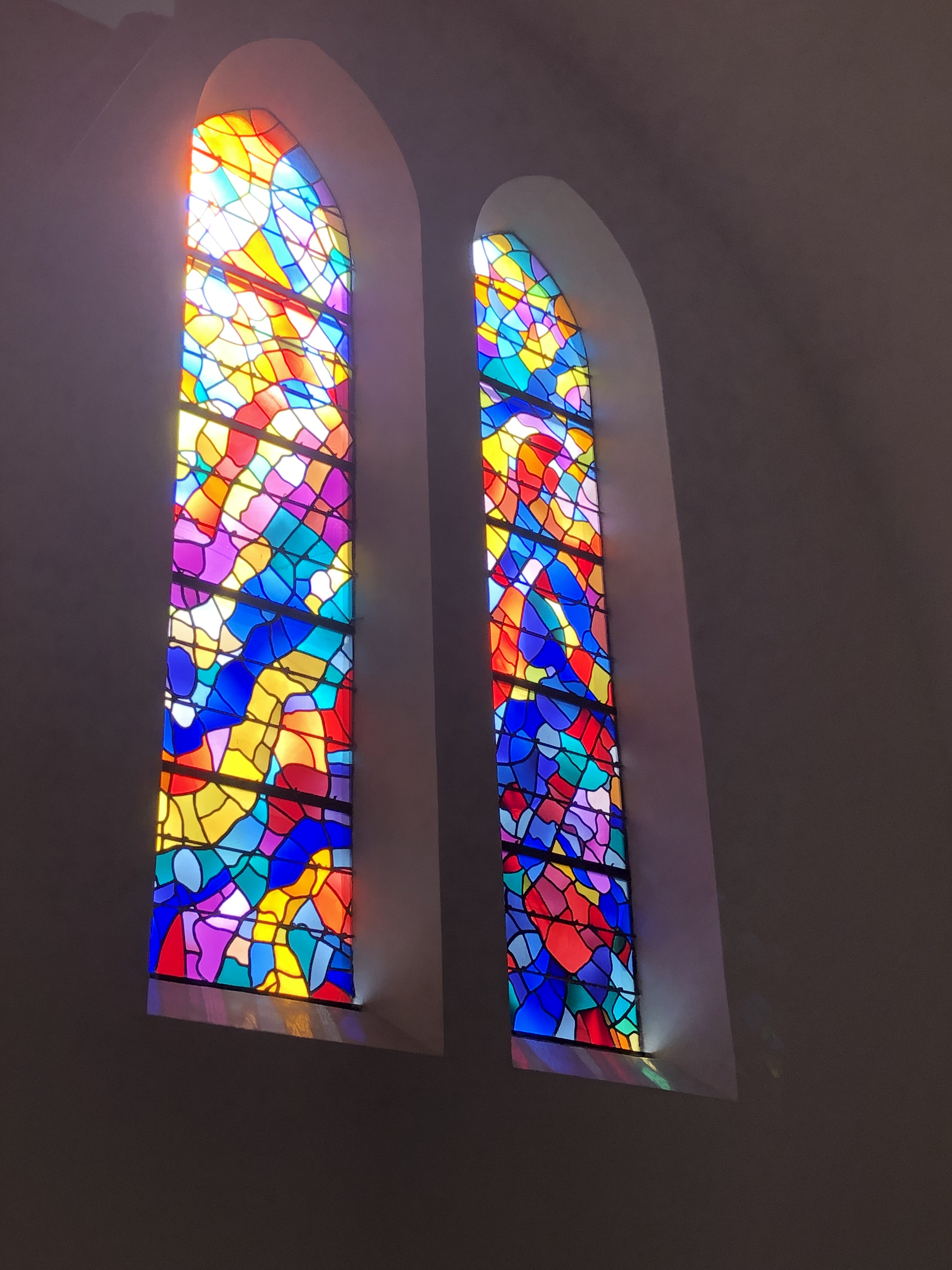
Chapelle du Carmel, Verdun

Dix-Sept ensembles, par ordre alphabétique de la ville dans laquelle ils sont situés :
- Abbeville (Somme), Église du Saint-Sépulcre, 1982-1993.
- Alby-sur-Chéran (Haute-Savoie), Église Notre-Dame de Plaimpalais et Saint-Donat, 1978.
- Arles (Bouches-du-Rhône), Église Saint-Pierre de Trinquetaille, 1953.
- Les Bréseux (Doubs), Église Saint-Michel des Bréseux, 1948-1950[1],[2].
- Céret (Pyrénées Orientales), Salle de musique Saint-Roch, 1985.
- Chartres, Tombe de François Lorin (maître-verrier), cimetière Saint-Chéron, 1972-1973.
- Hem (Nord), Chapelle Sainte-Thérèse-de-l'Enfant-Jésus et de la Sainte-Face, 1957.
- Locronan (Finistère), Chapelle Notre-Dame-de-Bonne-Nouvelle, 1985[2].
- Metz (Moselle), Institut régional d'administration, 1986.
- Paris XVe, Chapelle du Couvent des Sœurs de l'Assomption, 1968-1969 (en partie déposé).
- Paris XVIe, Couvent des Carmes, Villa de la Réunion (5 avenue de la Réunion), avec la collaboration avec Willy Anthoons, Elvire Jan, Jean Bertholle, Jean Le Moal et Hans Seiler 1962.
- Pontarlier (Doubs), Église Saint-Bénigne, 1973-1975[3].
- Le Pouldu (Finistère), Cchapelle Notre-Dame de la Paix (avec la collaboration de Jean Le Moal), 1958[2].
- Saint-Dié-des-Vosges (Vosges) Cathédrale (transept nord), 1986[2].
- Saint-Ouen (Somme), École Élémentaire Alfred Manessier, ????.
- Saverne (Bas-Rhin), Église de la Nativité de la Vierge, 1975-1976.
- Verdun (Meuse), Chapelle du Carmel, 1967-1968.
- Vogüé (Ardèche), Chapelle du château, 1978-1980.

## Les vitraux d'Alfred Manessier hors de France

### Suisse

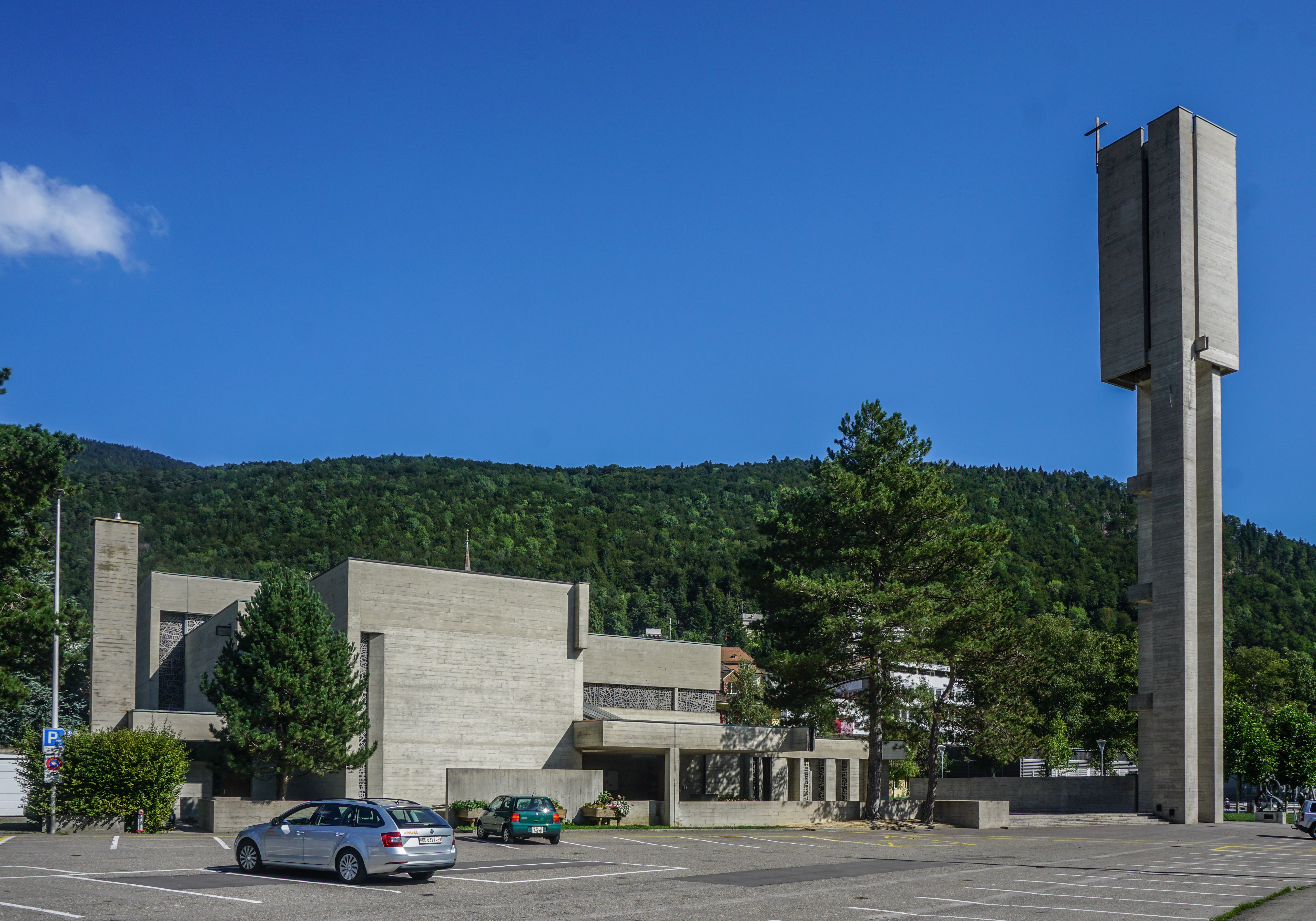
Église Notre-Dame de la Prévôté, Moutier, 1965-1969

- Bâle, Église de Tous-les-Saints, 1952.
- Fribourg, Cathédrale Saint-Nicolas (Chapelle du Saint-Sépulcre, Fenêtres hautes de la nef, rose occidentale de la salle du Trésor), 1976 - 1979 - 1988.
- Gruyères (Canton de Fribourg), Chapelle Sainte-Agathe de Pringy, 1990.
- Les Hauts-Geneveys (Canton de Neuchâtel), Oratoire du centre pour enfants handicapés mentaux de Plainchis, 1977-1978.
- Moutier (Canton de Berne), Église Notre-Dame de la Prévôté, 1965-1969 (sculptures et tapisserie de Henri-Georges Adam).
- Posieux (Canton de Fribourg), Abbaye cistercienne de Hauterive, 1976.

### Allemagne

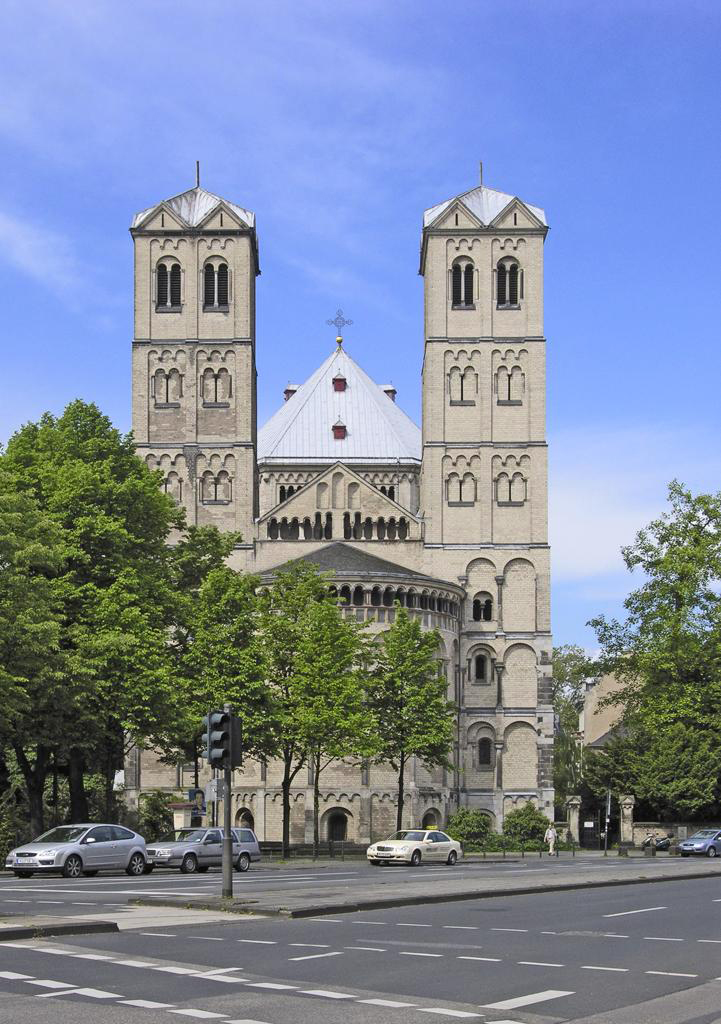
Église Saint-Gereon, Cologne

- Berlin-Schöneberg, Église évangélique Paul Gerhardt, 1980.
- Brême, Église protestante Unser Lieben Frauen, 1966-1979.
- Cologne, Crypte de la basilique Saint-Géréon, 1963-1964.
- Essen, Crypte de la Münsterkirche, 1959-1960.

### Espagne
- Llutxent, Chapelle de la Ermita, 1974. [Lieu où séjourna régulièrement Alfred Manessier de 1963 à 1985].